# 엠버와 함께하는 생활안전 이야기
《엠버와 함께하는 생활안전 이야기》는 2018년 8월 31일부터 2018년 11월 23일까지 EBS1에서 방송된 애니메이션 프로그램 《로보카 폴리》의 세번째 번외작이다.

## 에피소드
| 전체 회차 | 시즌 내 회차 | 제목                           | 방송일           |
| 1         | 1            | "놀이터에서 안전하게 놀아요"   | 2018년 8월 31일  |
| 2         | 2            | "바람이 세게 불 때는 조심해요" | 2018년 8월 31일  |
| 3         | 3            | "사탕이 목에 걸렸어요"         | 2018년 9월 7일   |
| 4         | 4            | "벌이 나타났어요"              | 2018년 9월 7일   |
| 5         | 5            | "도둑잡기 소동"                | 2018년 9월 14일  |
| 6         | 6            | "무더위 주의보"                | 2018년 9월 14일  |
| 7         | 7            | "야생동물을 조심해요"          | 2018년 9월 21일  |
| 8         | 8            | "루시가 길을 잃어버렸어요"     | 2018년 9월 21일  |
| 9         | 9            | "집 안에서 안전하게 놀아요"    | 2018년 9월 28일  |
| 10        | 10           | "비가 많이 내릴 때는 조심해요" | 2018년 9월 28일  |
| 11        | 11           | "루시의 새 친구"               | 2018년 10월 5일  |
| 12        | 12           | "위험한 자전거 시합"           | 2018년 10월 5일  |
| 13        | 13           | "배탈이 났어요"                | 2018년 10월 12일 |
| 14        | 14           | "산에서 안전하게 놀아요"       | 2018년 10월 12일 |
| 15        | 15           | "안 돼요, 싫어요, 도와주세요"  | 2018년 10월 19일 |
| 16        | 16           | "감기에 걸렸어요"              | 2018년 10월 19일 |
| 17        | 17           | "계단에서 뛰지 말아요"         | 2018년 10월 26일 |
| 18        | 18           | "엘리베이터에 갇혔어요"        | 2018년 10월 26일 |
| 19        | 19           | "찌릿찌릿 무서운 전기"         | 2018년 11월 2일  |
| 20        | 20           | "눈이 많이 내릴땐 조심해요"    | 2018년 11월 2일  |
| 21        | 21           | "엄마의 생일"                  | 2018년 11월 9일  |
| 22        | 22           | "안전하게 즐기는 겨울철 운동"  | 2018년 11월 9일  |
| 23        | 23           | "열차 승강장에서 조심해요"     | 2018년 11월 16일 |
| 24        | 24           | "안전하게 물놀이를 즐겨요"     | 2018년 11월 16일 |
| 25        | 25           | "공놀이 대소동"                | 2018년 11월 23일 |
| 26        | 26           | "어린이 안전 퀴즈왕"           | 2018년 11월 23일 |

## 방송 일시
[EBS1TV] 목 오후 2시 30분(본)